# Nürnberg Ice Tigers

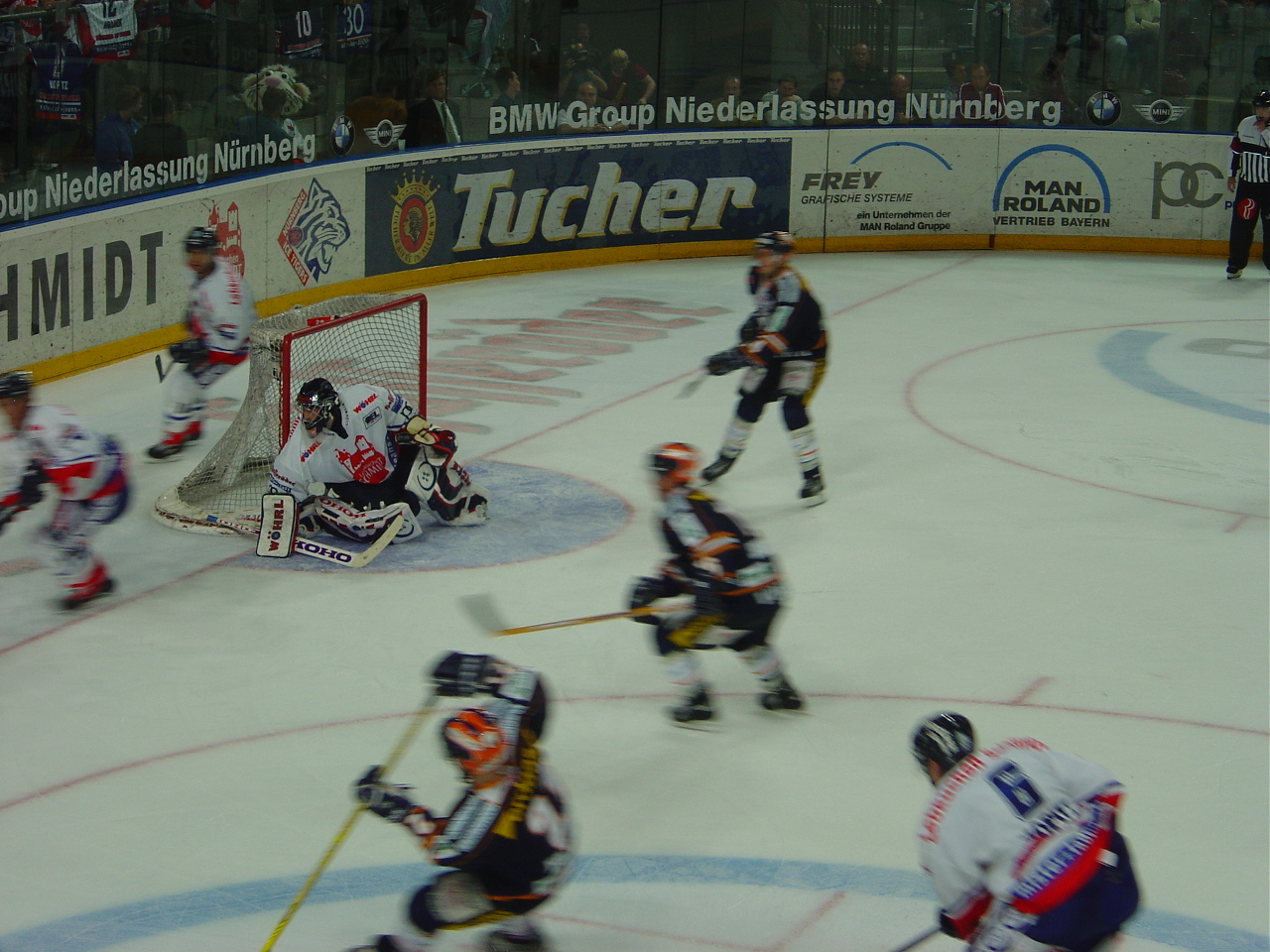
De Ice Tigers in de verdediging (wit)

De Nürnberg Ice Tigers is een ijshockeyteam uit het Duitse Neurenberg, deelstaat Beieren. De Ice Tigers komen uit in de DEL.

## Selectie 2020-2021
Bijgewerkt tot 28 december 2020 
| #  | Naam              | Nationaliteit           | Positie |
| -- | ----------------- | ----------------------- | ------- |
| XX | Kurt Kleinendorst | Verenigde Staten        | Coach   |
| 29 | Colin Lausch      | Duitsland               | GK      |
| 43 | Ilya Sharipov     | Rusland Duitsland       | GK      |
| 31 | Niklas Treutle    | Duitsland               | GK      |
| 77 | Tim Bender        | Duitsland               | D       |
| 71 | Andrew Bodnarchuk | Canada                  | D       |
| 14 | Thomas Gilbert    | Verenigde Staten        | D       |
| 6  | Julius Karrer     | Duitsland               | D       |
| 72 | Nicklas Mannes    | Duitsland               | D       |
| 22 | Oliver Mebus      | Duitsland               | D       |
| 27 | David Trinkberger | Duitsland               | D       |
| 24 | Marcus Weber      | Duitsland               | D       |
| 40 | Dani Bindels      | Nederland Duitsland     | F       |
| 81 | Andrej Bires      | Slowakije Duitsland     | F       |
| 44 | John-Magnus Broda | Duitsland               | F       |
| 11 | Christopher Brown | Verenigde Staten        | F       |
| 20 | Eric Cornel       | Canada                  | F       |
| 46 | Moritz Elias      | Duitsland               | F       |
| 74 | Dane Fox          | Canada                  | F       |
| 21 | Max Kislinger     | Duitsland               | F       |
| 10 | Marcel Kurth      | Duitsland               | F       |
| 82 | Markus Lillich    | Duitsland               | F       |
| 9  | Tyson McLellan    | Verenigde Staten Canada | F       |
| 39 | Brett Pollock     | Canada                  | F       |
| 17 | Patrick Reimer    | Duitsland               | F       |
| 25 | Daniel Schmölz    | Duitsland               | F       |
| 18 | Timo Walther      | Thailand Duitsland      | F       |